# Carceri
Carceri (velenceiül Càrseri) település Olaszországban, Veneto régióban, Padova megyében. Lakosainak száma 1470 fő (2023. január 1.). Carceri Este, Ospedaletto Euganeo, Ponso és Vighizzolo d’Este községekkel határos.

## Népesség
A település népességének változása:
| Lakosok száma | 1559 | 1549 | 1470 |
|               | 2017 | 2018 | 2023 |